# Andrzej Dubicki
Andrzej Florian Dubicki (ur. 9 października 1978) – polski historyk, dr hab. nauk społecznych, profesor nadzwyczajny Wydziału Studiów Międzynarodowych i Politologicznych Uniwersytetu Łódzkiego.

## Życiorys
W 2002 ukończył studia historyczne na Uniwersytecie Łódzkim, 21 grudnia 2006 obronił pracę doktorską Bezpieczeństwo i międzynarodowy ład pokojowy w działalności i poglądach Nicolae Titulescu (1882-1941), 10 marca 2015 habilitował się na podstawie pracy zatytułowanej System partyjny Królestwa Rumunii. Uwarunkowania i funkcjonowanie. Objął funkcję wykładowcy w Wyższej Szkole Handlowej im. Króla Stefana Batorego w Piotrkowie Trybunalskim.
Piastuje stanowisko profesora nadzwyczajnego w Instytucie Studiów Politologicznych na Wydziale Studiów Międzynarodowych i Politologicznych Uniwersytetu Łódzkiego oraz członka Komisji Środkowoeuropejskiej na II Wydziale Historycznym i Filozoficznym Polskiej Akademii Umiejętności.